# Bayer

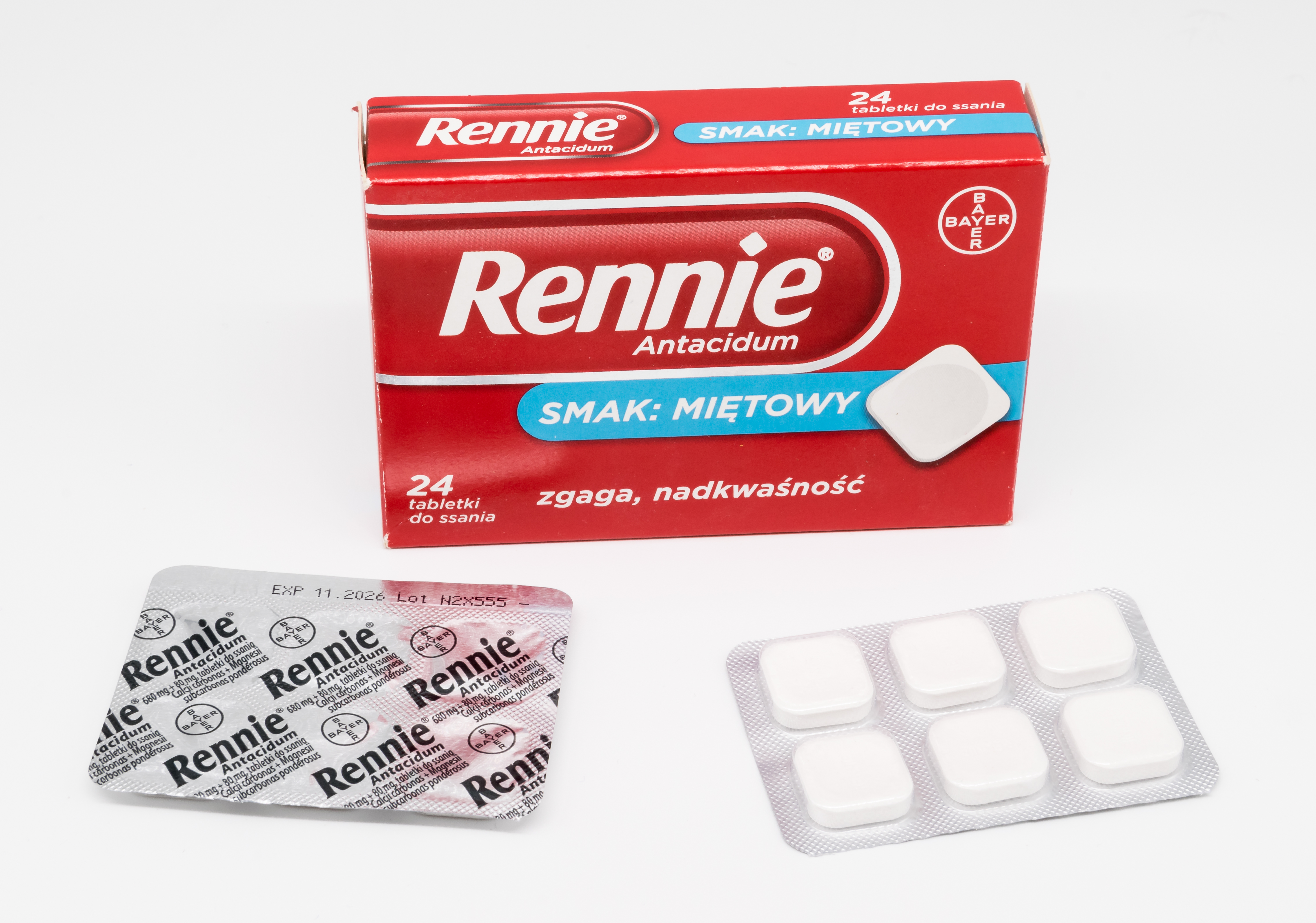
Lek Rennie Antacidum produkowany przez Bayer

Bayer AG – niemieckie przedsiębiorstwo chemiczne i farmaceutyczne założone w 1863 roku przez Friedricha Bayera i Johanna Friedricha Weskotta. Początkowo siedzibą przedsiębiorstwa było Barmen (obecnie Wuppertal), a od 1912 jest to Leverkusen, położone na północ od Kolonii.

## Historia
W chwili utworzenia przedsiębiorstwo działało pod firmą „Friedr. Bayer et comp.” i produkowało barwniki, w 1881 zostało zarejestrowane jako „Farbenfabriken vormals Friedr. Bayer & Co.” Przełomem w historii przedsiębiorstwa było zsyntetyzowanie kwasu acetylosalicylowego znanego później pod handlową nazwą aspiryny. Wynalazku tego dokonał zatrudniony w Bayerze Felix Hoffmann, prawdopodobnie przy współudziale Arthura Eichengrüna (kontrowersje związane z autorstwem odkrycia opisane są w haśle „Historia aspiryny”). Aspiryna została wprowadzona do produkcji w 1899 r.
W 1912 r. Carl Duisberg został dyrektorem generalnym przedsiębiorstwa i rozpoczął proces jego ekspansji rynkowej, której uwieńczeniem było powstanie w 1925 koncernu chemicznego pod nazwą IG Farben. Duisberg został prezesem IG Farben, a Bayer AG stało się częścią kartelu, któremu kres położyło dopiero zajęcie Niemiec przez aliantów w 1945 r. W trakcie II wojny światowej Bayer jako część IG Farben uczestniczył w zbrodniach wojennych, m.in. przez wykorzystywanie pracy przymusowej więźniów osadzonych w obozie koncentracyjnym Mauthausen-Gusen (do którego w znacznej części trafiała polska elita eliminowana w ramach Intelligenzaktion).
W 1951 r. Bayer znowu zaczął funkcjonować jako samodzielny podmiot pod firmą Farbenfabriken Bayer Aktiengesellschaft (obecnie znana nazwa Bayer AG została przyjęta w 1972).
Od 1956 do 1964 r. przewodniczący rady nadzorczej spółki był Fritz ter Meer, niemiecki zbrodniarz nazistowski, skazany w jednym z procesów norymberskich na siedem lat więzienia za zbrodnie popełnione w czasie, gdy był jednym z wysokich rangą urzędników IG Farben.
W latach 1981–1999 Bayer posiadał większość udziałów w Agfa-Gevaert Group – znanym belgijsko-niemieckim producencie akcesoriów fotograficznych i kserkopiarek. W czerwcu 2002 roku Bayer przejął Aventis CropScience, prowadząc działalność w dziedzinie ochrony roślin. W październiku Bayer CropScience AG stał się pierwszą prawnie niezależną podgrupą przedsiębiorstwa Bayer.
W 2004 roku Bayer został pierwszym partnerem z sektora prywatnego Programu Środowiskowego Organizacji Narodów Zjednoczonych (UNEP) w dziedzinie ochrony środowiska i edukacji młodzieży.
W 2006 roku Bayer przejął spółkę Schering AG z siedzibą w Berlinie, która oficjalnie została przemianowana na Bayer Schering Pharma AG.
W 2015 roku oddział Bayer MaterialScience został przekształcony w niezależną spółkę Covestro.
W maju 2016 roku Bayer AG złożył ofertę przejęcia biotechnologicznego giganta Monsanto w wysokości 62 mld USD, odrzuconą jako zbyt niską. We wrześniu 2016 roku zarząd Monsanto zaakceptował trzecią ofertę przejęcia za kwotę 66 mld USD, z karą 2 mld USD w przypadku odrzucenia transakcji przez regulatorów.

## Działalność
Znak Bayera – koło z krzyżem w środku jest rozpoznawalny na całym świecie. Wiele leków, barwników, tworzyw sztucznych, włókien, środków rolniczych zostało opracowanych po raz pierwszy w Bayerze. Oprócz aspiryny były to m.in. heroina (Bayer jako pierwsze przedsiębiorstwo była jej masowym producentem) używana jako środek przeciwbólowy i lek na kaszel, która została wprowadzona do obrotu w 1898. W 1935 jako pierwsze przedsiębiorstwo zaczęło sprzedawać sulfonamidy (a dokładnie Protonsil), w 1937 jego pracownicy opracowali poliuretan, który obecnie jest składnikiem wielu pianek syntetycznych, farb i klejów. 
Od 2002 r., po przejęciu Aventis CropScience, Bayer prowadzi też badania w zakresie środków ochrony roślin oraz biotechnologicznej modyfikacji żywności (materiał siewny). Bayer specjalizuje się w produkcji leków stosowanych w ginekologii, andrologii, onkologii, medycynie nuklearnej i diagnostyce.
Bayer działa w obszarze nauk o życiu. Podzielone jest na trzy segmenty:
- Pharmaceuticals
- Consumer Health
- Crop Science

oraz dodatkową jednostkę Animal Health. W przeszłości funkcjonował też oddział MaterialScience Division, który w roku 2015 przekształcił się w niezależną spółkę Covestro.
Przedsiębiorstwo w 2010 roku zatrudniało 111 400 pracowników, osiągając roczny przychód w wysokości 35 miliardów euro.
Od roku 2000 Bayer organizuje konkurs fotograficzny „Ekologia w obiektywie”.

### Bayer w Polsce
W 1991 r. w Polsce powstało samodzielne przedstawicielstwo „Bayer AG Oddział w Polsce”, przekształcone następnie w spółkę Bayer Sp. z o.o. Od 1999 siedzibą Bayer Sp. z o.o. jest gmach zaprojektowany przez architekta Miljenko Dumencica przy Al. Jerozolimskich 158 (rozbudowany w 2011 roku).
W 2000 roku Bayer Sp. z o.o. w Warszawie został centrum operacyjnym nowo powstałego regionu Europy Środkowej, integrując przedstawicielstwa Bayer w Polsce, Czechach, Słowacji i Węgier.
W 2012 roku Bayer Sp. z. o.o. otworzył globalne centrum usług finansowo-księgowych w Gdańsku, które do końca 2015 ma obsługiwać spółki w ponad 20 krajach Europy, w tym w Niemczech i Rosji.

### Wybrane produkty
- Aspirin – lek na przeziębienie, grypę, zapalenie zatok i ból[19]
- Bepanthen – produkty do pielęgnacji skóry oraz oczu dla dzieci i dorosłych[20]
- Claritine – leki na alergię[21]
- Dicoflor – żywe kultury bakterii dla dzieci i dorosłych[22]
- Iberogast(inne języki) – produkty na zespół jelita drażliwego i dolegliwości żołądkowe[23]
- Rennie – leki na zgagę, refluks żołądkowy, niestrawność i wzdęcia[24]